# Shahrestān di Sanandaj
Lo shahrestān di Sanandaj (farsi شهرستان سنندج) è uno dei 10 shahrestān della Provincia del Kurdistan, il capoluogo è Sanandaj. Lo shahrestān è suddiviso in 2 circoscrizioni (bakhsh): 
- Centrale (بخش مرکزی)
- Kalatrazan (بخش کلاترزان)